# Мельниченко Ілона
Іло́на Мельниче́нко — радянська та українська фігуристка.

## Життєпис
Народилася в Одесі, виступала за Радянський Союз. З колишнім партнером Геннадієм Каськовим вона є чемпіонкою світу серед юніорів 1987 року та чемпіонкою Зимової Універсіади-1991. Була одружена з колишнім парним фігуристом Артемом Торгашевим, срібним призером юніорського чемпіонату світу-1987, в шлюбі з яким мають двох дітей — Ендрю та Діану. Разом вони тренували багатьох американських фігуристів. Їхній син, Ендрю Торгашев, народився 2001 року в Корал-Спрінгс, штат Флорида, виступає за США в одиночному катанні.
В 1989—1990 на «Skate Canada International» — 4-ті.